# 馬蓿
馬蓿（1489年—？年），字毓卿，山西振武衛（代州）官籍直隶當塗縣人。

## 生平
治《易經》，行四，由國子生中式庚午科（1510年）山西鄉試第二十名舉人，年三十五歲中式嘉靖二年（1523年）癸未科會試第一百五十六名，第二甲第一百十二名進士。

## 家族
曾祖馬才，百户。祖父馬翱，副千户。父馬銘，副千户。嫡母费氏，封宜人；继母张氏；生母李氏。慈侍下。兄馬英，封千户；馬芹、馬艾、弟馬萬、馬蕃、馬茂。